# Frederikshofje
Het Frederikshofje (ook wel Moordenaarshofje) was een hofje aan de Cantaloupenburg in de wijk Willemspark in Den Haag. Het hofje werd gebouwd voor de onderofficieren van de Frederikskazerne. Later werd het ook gebruikt voor de armen van Den Haag.

## Geschiedenis
Er waren meer hofjes aan de Cantaloupenburg, waarvan de Christinalaan als enige is overgebleven. Hiernaast lag het Frederikshofje. Dit hofje werd ook wel het Moordenaarshofje genoemd, naar een moord die hier plaatsgevonden heeft. Over deze gebeurtenis is door Pim Hofdorp een boek geschreven, getiteld Alarm in de Archipel (1968).
Op den duur werden er in het Frederikshofje, waar veertig arbeiderswoningen waren gesticht, Haagse armen en arbeiders ondergebracht. In 1910 adviseerde Gezondheidscommissie van Den Haag om het Frederikshofje onbewoonbaar te verklaren. Volgens de directeur van de Bouw- en Woningtoezicht was de urgentie van dit verzoek onvoldoende onderbouwd, en op zijn advies stemde de raad tegen een onbewoonbaarverklaring. In 1933 werd het hofje uiteindelijk toch afgebroken.

### Na de sloop
De vrijgekomen ruimte werd in 1975 door de gemeente gekocht. Dit jaar werd er een clubhuis gebouwd en een nieuwe speeltuin gemaakt, nadat de oude speeltuin door de bouw van de Frederiksflat aan de Frederikstraat was verdwenen. Er werkten twee betaalde krachten in het clubhuis. De nieuwe speeltuin werd op 15 juni 1975 geopend.
In 1983 was er geen geld meer voor de betaalde krachten. Stichting Clubhuis Cantaloupenburg werd opgericht en sindsdien wordt de speelplaats door vrijwilligers beheerd. De gemeente onderhoudt het groen. De speeltuin wordt 's nachts afgesloten.